# Harjavalta
Harjavalta [ˈhɑrjɑˌʋɑltɑ] ist eine Stadt mit 6753 Einwohnern (Stand 31. Dezember 2022) in Südwestfinnland. Sie liegt rund 30 km südwestlich der Hafenstadt Pori am Mittellauf des Flusses Kokemäenjoki in der Landschaft Satakunta. Harjavalta ist ausschließlich finnischsprachig.
Die Gemeinde besteht seit 1869, seit 1977 besitzt sie die Stadtrechte. Neben dem Kirchdorf Harjavalta zählen zum Stadtgebiet die Orte Hauvola, Havinki, Hermu, Hiirijärvi, Huhtamaa, Merstola, Mämminmäki, Niuttula, Näyhälä, Pirilä, Pirkkala, Pitkäpäälä, Raasa, Suomenkylä, Torttila, Torvela, Tuisku, Vareksela und Vinnari.
Harjavalta ist seit Ende des Zweiten Weltkriegs ein Zentrum der finnischen Metallindustrie, als eine auch militärisch wichtige Kupferschmelze angesichts des sowjetischen Vormarsches vom ostfinnischen Imatra nach Harjavalta verlegt wurde. In der heute zum schwedischen Boliden-Konzern gehörigen Hütte werden heute jährlich bis zu 160.000 Tonnen Anodenkupfer gewonnen, die meistenteils in der 30 km entfernten Kupferraffinerie des Unternehmens in Pori weiterverarbeitet werden. Neben Kupfer wird in Harjavalta auch Nickel geschmolzen.

## Politik
Verwaltung

Als traditionelle Industriestadt ist Harjavalta eine Hochburg der Sozialdemokratischen Partei Finnlands (SDP bzw. Demarit). Bei der Kommunalwahl 2008 erreichte die SDP dort ihr landesweit bestes Ergebnis. Mit einem Stimmenanteil von 44,4 stellen sie 13 von 27 Sitzen im Gemeinderat, der höchsten Entscheidungsinstanz in kommunalen Angelegenheiten. Auch das Linksbündnis ist mit einem Stimmenanteil von 16,8 % und vier Sitzen in Harjavalta überproportional stark. Zweitstärkste Kraft im Gemeinderat ist indes die konservative Nationale Sammlungspartei mit sechs Sitzen, während die dritte Volkspartei Finnlands, die Zentrumspartei, mit einem einstelligen Wahlergebnis und zwei Mandaten kaum eine Rolle spielt. Ebenfalls mit zwei Sitzen sind die Christdemokraten im Gemeinderat vertreten.
| Partei                    | Wahlergebnis 2008 | Sitze |
| ------------------------- | ----------------- | ----- |
| Sozialdemokraten          | 44,4 %            | 13    |
| Nationale Sammlungspartei | 22,6 %            | 6     |
| Linksbündnis              | 16,8 %            | 4     |
| Zentrumspartei            | 8,5 %             | 2     |
| Christdemokraten          | 4,3 %             | 2     |

## Persönlichkeiten
- Evert Eloranta (1879–1936), Politiker
- Kari Makkonen (* 1955), Eishockeyspieler und -trainer
- Vesa Hakala (* 1968), Skispringer
- Risto Rosendahl (* 1979), Eisschnellläufer